# Fredrik av Waldeck och Pyrmont
Fredrik, furste av Waldeck och Pyrmont (Friedrich Adolf Hermann Prinz zu Waldeck und Pyrmont ), född 20 januari 1865 i Arolsen, död där 26 maj 1946, var den siste regerande fursten av Waldeck-Pyrmont från 12 maj 1893 till 13 november 1918.

## Familj
Fredrik av Waldeck och Pyrmont var son till Georg Viktor av Waldeck och Pyrmont och prinsessan Helena av Nassau-Weilburg. Han var bror till den nederländska drottningen Emma och kusin med kung Gustaf V av Sverige.
Hans morföräldrar var Vilhelm I av Nassau och hans andra hustru Pauline av Württemberg. Pauline var dotter till prins Paul av Württemberg och hans hustru Charlotte av Sachsen-Hildburghausen.

## Giftermål och barn
Fredrik av Waldeck och Pyrmont gifte sig 19 augusti 1895 med prinsessan Bathildis av Schaumburg-Lippe (1873–1962), dotter till Wilhelm av Schaumburg-Lippe och Bathildis av Anhalt-Dessau.
Barn:
- Josias zu Waldeck und Pyrmont (1896–1967), gift med Altburg av Oldenburg
- Prins Max av Waldeck och Pyrmont (1898–1981), gift med Gustava von Platen-Hallermund
- Prinsessan Helene av Waldeck och Pyrmont (1899–1948), gift med Nikolaus av Oldenburg
- Prins Georg Wilhelm av Waldeck och Pyrmont (1902–1971), gift med Ingeborg von Platen-Hallermund

## Utmärkelser
- Riddare av Serafimerorden, 18 september 1897.[1]